# Garage Days
Pour plus de détails, voir Fiche technique et Distribution.
Garage Days est un film australien réalisé par Alex Proyas et sorti en 2002.

## Synopsis
Les membres d'un jeune groupe de Sydney, habitués à jouer dans un garage, rêvent de percer dans le monde de la musique.

## Fiche technique
- Titre original : Garage Days
- Réalisation : Alex Proyas
- Scénario : Alex Proyas, Dave Warner et Michael Udesky
- Musique : Andrew Lancaster (en), Antony Partos (en) et David McCormack (en)
- Sociétés de production : Australian Film Finance Corporation et Mystery Clock Cinema
- Pays de production :  Australie
- Genre : comédie dramatique, musical
- Durée : 100 minutes
- Date de sortie :
  - Australie : 3 octobre 2002

## Distribution
- Kick Gurry : Freddy
- Maya Stange (en) : Kate
- Pia Miranda (en) : Tanya
- Russell Dykstra (en) : Bruno
- Brett Stiller : Joe
- Chris Sadrinna (en) : Lucy